# Коле Каваљере (Рим)
Коле Каваљере је насеље у Италији у округу Рим, региону Лацио.
Према процени из 2011. у насељу је живело 105 становника. Насеље се налази на надморској висини од 105 м.